# マイア・ウソワ
マイア・ウソワ（ロシア語: Майя Усова、ラテン翻字：Maia Usova、1964年5月22日 - ）は、旧ソビエト連邦出身の女性フィギュアスケートアイスダンス選手で現在はフィギュアスケートコーチ兼国際スケート連盟公式審判員。リレハンメルオリンピックアイスダンス銀メダリスト。アルベールビルオリンピックアイスダンス銅メダリスト。1993年世界フィギュアスケート選手権アイスダンスチャンピオン。パートナーはアレクサンドル・ズーリン。ロシア語読みでは「マーイヤ・ウーサヴァ」が近い。

## 経歴
旧ソビエト連邦のゴーリキー(現・ニジニ・ノヴゴロド)に生まれた。1980年アレクサンドル・ズーリンと組み、アイスダンス選手として活動を始める。カップル結成当初はソビエト連邦の層の厚さからなかなか国際大会への出場が叶わなかったが、1985年冬季ユニバーシアード競技大会で優勝し、1987年冬季ユニバーシアード競技大会では2位となるなど頭角を現し始め、1988-1989年シーズンには世界選手権と欧州選手権で2位となり、強豪カップルとして認知された。プライベートでは1986年にパートナーであるアレクサンドル・ズーリンと結婚した（ただし1995年離婚）。
1992年アルベールビルオリンピックには、旧ソビエト連邦を中心とした合同チームのEUN代表として参加し、銅メダルを獲得する。翌1992-1993年シーズンには欧州選手権で初優勝を果たし、続く世界選手権でも初優勝を飾った。
1994年リレハンメルオリンピックにはロシア代表として出場。金メダル最右翼候補として臨んだが同じロシアのパーシャ・グリシュク&エフゲニー・プラトフ組に敗れ2位。銀メダルに終わった。
1994年リレハンメルオリンピック後に引退しプロに転向。プロスケーターとなってから現役時代にライバル関係にあったエフゲニー・プラトフとカップルを結成した時期もあった。またコーチとしても活動し、アレクサンドル・ズーリンやタチアナ・タラソワのアシスタントコーチを経て、のちに独立。現在は国際スケート連盟の公式審判員としても活動している。

## 主な戦績
| 大会/年          | 1984-85 | 1985-86 | 1986-87 | 1987-88 | 1988-89 | 1989-90 | 1990-91 | 1991-92 | 1992-93 | 1993-94 |
| ---------------- | ------- | ------- | ------- | ------- | ------- | ------- | ------- | ------- | ------- | ------- |
| オリンピック     |         |         |         |         |         |         |         | 3       |         | 2       |
| 世界選手権       |         |         |         |         | 2       | 3       | 3       | 2       | 1       |         |
| 欧州選手権       |         |         |         | 4       | 2       | 2       | 3       | 2       | 1       | 3       |
| ユニバーシアード | 1       |         | 2       |         |         |         |         |         |         |         |
| NHK杯            |         |         |         |         | 2       |         | 1       | 1       | 1       |         |